# Courtdale
Courtdale és una població dels Estats Units a l'estat de Pennsilvània. Segons el cens del 2000 tenia 791 habitants.

## Demografia
Segons el cens del 2000, Courtdale tenia 791 habitants, 315 habitatges, i 230 famílies. La densitat de població era de 296,5 habitants per quilòmetre quadrat.
Dels 315 habitatges en un 27% hi vivien nens de menys de 18 anys, en un 58,7% hi vivien parelles casades, en un 9,2% dones solteres, i en un 26,7% no eren unitats familiars. En el 24,4% dels habitatges hi vivien persones soles el 12,7% de les quals corresponia a persones de 65 anys o més que vivien soles. El nombre mitjà de persones vivint en cada habitatge era de 2,51 i el nombre mitjà de persones que vivien en cada família era de 2,97.
Per edats la població es repartia de la següent manera: un 20,9% tenia menys de 18 anys, un 6,3% entre 18 i 24, un 25,7% entre 25 i 44, un 28,1% de 45 a 60 i un 19,1% 65 anys o més.
L'edat mediana era de 43 anys. Per cada 100 dones de 18 o més anys hi havia 92 homes.
La renda mediana per habitatge era de 38.150 $ i la renda mediana per família de 44.500 $. Els homes tenien una renda mediana de 34.219 $ mentre que les dones 25.234 $. La renda per capita de la població era de 17.765 $. Entorn del 7,5% de les famílies i el 8,7% de la població estaven per davall del llindar de pobresa.

## Poblacions més properes
El següent diagrama mostra les poblacions més properes.